# Гастон Бојанић
Гастон Дарио Бојанић (шп. Gastón Dario Bojanich; Буенос Ајрес, 23. април 1985) је аргентински фудбалер који игра на позицији одбрамбеног играча. Поред фудбала бави се кинезиологијом.

## Каријера
Професионалну каријеру је почео у нижеразредном Ламадриду 2004. године, за који наступа до 2008. Потом прелази у Баракас где ће остати до 2014. године када постаје члан Темперлеја са којим наступа у Примери. Крајем децембра 2015. године за њега је била заинтересована  београдска Црвена звезда.